# Estación Cecilia Grierson (Belgrano)
Cecilia Griersones una estación ferroviaria de la Línea Belgrano Norte de la red de ferrocarriles metropolitanos de Buenos Aires, Argentina.

## Ubicación
Está ubicada en la localidad de La Lonja, en el partido del Pilar, provincia de Buenos Aires, en inmediaciones de la Ruta Nacional 8 Panamericana km 46'.

## Historia
La iniciativa fue ideada a mediados del año 2012 por un grupo de vecinos del partido del Pilar, y fue llevada a la Secretaría de Transporte de la Nación en donde la propuesta fue bien recibida.
En agosto de 2021, se empezaron a realizar obras de elevación de andenes, junto con la finalización de las obras.
Sin corte de cinta ni presencia de autoridades nacionales, el 25 de enero de 2024 se inauguró la nueva estación Cecilia Grierson del ferrocarril Belgrano Norte, en el kilómetro 46 de la Ruta Nacional 8 Panamericana, entre Villa Rosa -cabecera del ramal- y Del Viso.

## Servicios
La estación es intermedia del servicio diésel metropolitano que se presta entre las estaciones Retiro y Villa Rosa. 
Permite combinar con las líneas de transporte público que transitan por la autopista Panamericana y proporciona una nueva opción de movilidad a los habitantes de los barrios de Pilar Pinazo y Los Tilos, además de las urbanizaciones privadas cercanas.

## Toponimia
En un principio por pedido de los vecinos, la estación llevaría el nombre del expresidente de Argentina "Nestor Kirchner", luego pasó a ser “Panamericana”, por su cercanía con la Ruta Nacional 8, pero finalmente se bautizó así en honor a la primera mujer argentina recibida de Doctora en medicina Cecilia Grierson.